# Marabout argala
Leptoptilos dubius
Espèce
Statut de conservation UICN

 NT D1 : Quasi menacé
Le marabout argala (Leptopilos dubius), parfois nommé grand adjudant ou marabout du Bengale, est une espèce d'échassier de la famille des Ciconiidae.

## Répartition
Il niche dans le sud de l'Asie, du Pakistan à l'Inde, ainsi que dans l'est du Sri Lanka et à Bornéo. Deux petites populations ont été identifiées dans l'Assam et au Cambodge. En hiver, il migre vers le sud, au Vietnam, en Thaïlande ou en Birmanie.

## Description
Le marabout argala est un immense oiseau mesurant de 130 à 150 cm de hauteur et de 240 à 290 cm d'envergure. S'il n'y a jamais eu de grandes campagnes de pesage des oiseaux sauvages, il est probablement le plus lourd de tous les échassiers. Son dos et ses ailes sont de couleur noire mais son ventre et le dessous de sa queue sont gris pâle. La tête et le cou roses sont déplumés comme ceux des vautours. Le bec jaune est long et massif. Les jeunes ont des couleurs plus ternes que leurs parents.
La plupart des grands échassiers volent avec le cou déployé mais le Marabout argala, comme les autres espèces du genre Leptoptilos, vole avec le cou rétracté tels les hérons.

## Nidification
Le marabout argala niche dans les régions humides. Il construit un grand nid de branchages dans les arbres et pond de deux à quatre œufs, couvés à tour de rôle par les deux parents pendant 28 à 30 jours jusqu'à éclosion. Ces nids forment souvent de petites colonies.

## Alimentation
Le marabout argala comme nombre de ses parents se nourrit essentiellement de grenouilles ou de gros insectes mais aussi d'oisillons, de lézards ou de rongeurs. Il mange occasionnellement des charognes, occupation pour laquelle sa tête et son cou dénudés sont parfaitement adaptés, ou encore pille les décharges d'ordures humaines.

## Population et conservation
La perte de ses habitats de nidification et d'alimentation par l'agriculture, l'urbanisation ou la pollution, la chasse et le ramassage des œufs a causé un déclin massif de l'espèce. La population totale est estimée à moins de 1000 individus. Le marabout argala est classé espèce menacée sur la liste rouge de l'UICN.